# NGC 3534B
NGC 3534B је спирална галаксија у сазвежђу Лав која се налази на NGC листи објеката дубоког неба.
Деклинација објекта је + 26° 35' 48" а ректасцензија 11h 8m 57,0s. Привидна величина (магнитуда) објекта NGC 3534 износи 14,7 а фотографска магнитуда 15,5. NGC 3534B је још познат и под ознакама UGC 6193, MCG 5-26-63, CGCG 155-74, PGC 33782.